# Martine Laffitte-Catta
 (octobre 2015).
Si vous disposez d'ouvrages ou d'articles de référence ou si vous connaissez des sites web de qualité traitant du thème abordé ici, merci de compléter l'article en donnant les références utiles à sa vérifiabilité et en les liant à la section « Notes et références ».
Pour les articles homonymes, voir Laffitte et Catta.
Martine Laffitte-Catta, née Laffitte le 14 octobre 1942, est une médecin française, cofondatrice de la Communauté de l'Emmanuel avec Pierre Goursat.

## Biographie
Née dans une famille catholique, comptant douze enfants, Martine Laffitte est la sœur de Jean Laffitte, secrétaire du Conseil pontifical pour la famille et prélat de l'ordre souverain de Malte. Fille d'un médecin et chirurgien d'Oloron-Sainte-Marie (Béarn), elle suit des études de médecine et devient interne aux Hôpitaux de Paris.
En 1976, à Paris, elle épouse l'avocat Hervé-Marie Catta (président de France catholique), qui prendra part à ses côtés à la fondation d'"Amour & Vérité".

### L'engagement et la fondation de l'Emmanuel
Lors d'un séjour en 1962 à Florence, "elle fait une rencontre personnelle avec Jésus de Nazareth".
Elle se rapproche du père Henri Caffarel qui lui suggère de fonder une école de prière, ce qu'elle fit dans son appartement de la rue du Cherche-Midi à Paris, de 1969 à 1972. Toujours sur les conseils du père Caffarel, elle fait la rencontre de Pierre Goursat lors d'un week-end à la maison de prières de Troussures. Pierre Goursat (58 ans) est un laïc consacré, à la retraite depuis presque deux ans.
Le 11 février 1972, quarante personnes, avec parmi elles Pierre Goursat et Martine Laffitte, sont réunies pour entendre un témoignage et des explications de Xavier Le Pichon qui revient d'un voyage aux États-Unis où il a découvert le renouveau charismatique.
Par la suite, Pierre Goursat et Martine Laffitte se mettent à prier ensemble tous les jours. À partir de mai 1972, ils invitent quelques personnes à venir prier avec eux, dans la grâce du renouveau, dans l’appartement de Mlle Laffitte à Paris. Au départ, ils sont cinq. Un an plus tard, ils sont cinq cents à avoir rejoint le groupe de prière animé par Pierre Goursat et Martine Laffitte. Ainsi naissent les prémices de la Communauté de l'Emmanuel, qui en prendra le nom en mars 1973.
À l'été 1976, avec Pierre Goursat, elle part faire un voyage aux États-Unis afin d'y rencontrer les communautés charismatiques. Elle épouse cette même année Hervé-Marie Catta.

## Publications
- Vivre le pardon au quotidien (1993)
- Pourquoi Paray-le-Monial ? (1993)
- Église et évangélisation (1992)
- La Liberté (1990)
- Écouter Jésus (1989)
- Introduction a la psychologie des profondeurs (1984)
- L'Amour chrétien dans le sacrement du mariage (1984)
- Structure et vocation de l'homme (1984)
- Le Renouvellement du couple et de la famille (1984)
- Développement de la vie spirituelle (1984)
- Problèmes de cheminement (1984)